# گئورگی براتویف
گئورگی براتویف (بلغاری: Георги Сашков Братоев؛ زادهٔ ۲۱ اکتبر ۱۹۸۷) بازیکن والیبال اهل بلغارستان است.
وی به عنوان بهترین پاسور والیبال در بازی‌های المپیک تابستانی ۲۰۱۲ – مسابقات مردان انتخاب شد.